# Kort Amerikaans (boek)
Kort Amerikaans is een roman van de Nederlandse schrijver Jan Wolkers. Het boek kwam in 1962 uit bij de uitgeverij Meulenhoff. In 1979 verschenen de 39e en tevens een herziene 40e druk, toen Wolkers het boek herscheef naar aanleiding van de verfilming die datzelfde jaar in roulatie ging. In 2012 verscheen de 54e, gewijzigde herdruk.

## Verhaal
Het is september 1944. Eric van Poelgeest staat voor een bioscoop in Leiden te praten met zijn vriend Peter. De twee jongens hebben zich niet gemeld voor de Arbeitseinsatz, de verplichte uitzending naar Duitsland om daar te werken in de oorlogsindustrie, en moeten vrezen voor de razzia's van de Duitsers. Als Eric even naar het postkantoor loopt om postzegels te kopen, blijft Peter bij de bioscoop wachten en wordt even later opgepakt bij een razzia. Angstig zoekt Eric een uitweg. Hij besluit onder te duiken in de Leidse kunstacademie Ars Aemula Naturae. Er zijn nog maar weinig studenten en feitelijk wordt er geen les meer gegeven. Al snel blijkt dat de beheerder van de academie, Van Grouw, een NSB'er is. Ook een andere nog aanwezige student, Kees, bijgenaamd de Spin, hoort bij de NSB. Aan de andere kant zit ook de Joodse Elly ondergedoken. Eric beschildert lampenkappen voor Paul d’Ailleurs, een man van in de zestig. Elly woont op de kamer van Paul en heeft een seksuele relatie met hem. Eric besluit dag en nacht op de academie te verblijven. Hoewel hij zich aangetrokken voelt tot Elly, kiest hij er op zeker moment voor om zich te bevredigen op een gipsen torso. Eric heeft een minderwaardigheidscomplex. Als kind heeft hij een litteken opgelopen aan zijn hoofd en sinds die tijd is hij bang dat vrouwen hem lelijk vinden. De gipsen torso kan niet op hem neerkijken en is daarmee de ideale partner. De Spin nodigt Eric een keer uit op bij hem op bezoek te komen. Daar hoort Eric dat de Spin zijn hond heeft vermoord omdat het dier niet wilde praten. Later komt de moeder van Eric hem een pannetje eten brengen. Ze vertelt dat zijn broer Frans heeft meegedaan aan de overval op een distributiekantoor. Hij is hierbij gewond geraakt en naar een onderduikadres gebracht. Daar heeft hij difterie opgelopen en is daar uiteindelijk aan bezweken. Als de oorlog vordert en de geallieerden naderen, wordt Van Grouw rusteloos en vlucht weg. Hij biedt Eric zijn kamer aan en vraagt hem een brief aan de Spin te brengen. Als Eric bij het huis komt, ziet hij dat de Spin zich heeft opgehangen. Voor het lijk staat een foto van de vermoorde hond van de Spin. Als Paul d’Ailleurs wordt opgepakt, trekt Elly bij Eric in. Ze wil met hem naar bed, maar Eric weigert. Later als ze slaapt, kruipt hij weer op de torso. Maar Elly betrapt hem en uit woede dat hij wel wil vrijen met een brok gips, gooit ze de torso kapot. In een woedende tegenreactie wurgt Eric haar. Als niet lang daarna Nederland bevrijd wordt, komen drie soldaten van de Binnenlandse Strijdkrachten naar de academie op zoek naar leden van de NSB. Eric grijpt een oud geweer en mikt vanuit een raam op de mannen. Die duiken in elkaar en een van hen schiet op Eric.

## Titel
Kort Amerikaans was de Nederlandse benaming voor een haarstijl die in de VS een crew cut heet. Hierbij wordt het hoofdhaar heel kort geknipt en opgeschoren. Er is nauwelijks haar aan de zijkanten van het hoofd. Veel Amerikaanse soldaten in de Tweede Wereldoorlog droegen een dergelijk kapsel. De hoofdpersoon in het boek moest in zijn jeugd zijn haar in een crew cut laten knippen omdat het goedkoper was. Voor de hoofdpersoon was dit een vernedering aangezien hierdoor zijn litteken goed te zien was.

## Motto
- "There is no trap so deadly as the trap you set for yourself" - (Uit:“The Long Goodbye”  van Raymond Chandler.)

## Achtergrond
Het boek bevat een aantal autobiografische elementen. Jan Wolkers zat ondergedoken en heeft lessen gevolgd aan "Ars Aemula Naturae".  Zijn oudere broer, Gerrit, overleed in de oorlog aan difterie. Maar Kort Amerikaans is geen autobiografische roman. Wolkers heeft een origineel verhaal geschreven waarin hij speelt met zijn gebruikelijke thema's als seks en dood. In de roman komt de dood in alle vormen terug. Er is de zelfdoding van Spin, de moord op Elly, de dodelijke ziekte van zijn broer Frans en uiteindelijk de zelf verkozen dood in een vuurgevecht met de Binnenlandse Strijdkrachten. Liefde en seks zijn onlosmakelijk met de dood verbonden. Eric komt seksueel niet aan zijn trekken bij echte meisjes en heeft het gevoel dat hij wordt afgewezen. Zijn surrogaat is de gipsen torso. Als Elly die 'vriendin' aan stukken gooit en daarmee 'vermoordt', wurgt Eric Elly. De wurging is hier een vervanging van de geslachtsdaad. Ook de zelfdoding van Spin is met liefde verbonden. Dat Spin zich ophangt met een foto van het door hem gedode hondje suggereert dat hij wroeging heeft. Spin kon niet langer van de hond houden omdat die niet met hem praatte. Net als bij Eric is er sprake van een onvervulde liefde die leidt naar de dood. Als Eric ten slotte schiet op de soldaten van de BS weet hij dat hij neergeschoten wordt. Hij lacht als hij de soldaten ziet schieten. Eindelijk komt er einde aan zijn ellende en eenzaamheid.

## Bewerkingen
In 2006 werd het boek door Dick Matena in een stripvorm gegoten en in drie delen uitgegeven.

## Vertalingen
- Amerikanisch kurz, Alexander Verlag, Berlijn, 2016
- Snaggad, Forum, Stockholm, 1985